# Kleine parelmot
De kleine parelmot (Glyphipterix simpliciella) is een nachtvlinder uit de familie parelmotten, de Glyphipterigidae.
De spanwijdte van de vlinder bedraagt tussen de 6 en 9 millimeter.

## Waardplant
De kleine parelmot gebruikt allerlei grassen, vooral kropaar, als waardplanten. De rupsen leven van de zaden en verpoppen in de stengel.

## Voorkomen in Nederland en België
De kleine parelmot is in Nederland en in België een vrij gewone soort. De soort kent één jaarlijkse generatie die vliegt van eind april tot in juni.